# Сан Патрињано (Пезаро и Урбино)
Сан Патрињано је насеље у Италији у округу Пезаро и Урбино, региону Марке.
Према процени из 2011. у насељу је живело 83 становника. Насеље се налази на надморској висини од 119 м.